# Novillers
Novillers település Franciaországban, Oise megyében. Lakosainak száma 374 fő (2022. január 1.). Novillers Cauvigny, Dieudonné, Lachapelle-Saint-Pierre, Mortefontaine-en-Thelle és Sainte-Geneviève községekkel határos.

## Népesség
A település népességének változása:
| Lakosok száma | 357  | 359  | 370  | 364  | 366  | 363  | 358  | 355  | 374  |
|               | 2013 | 2015 | 2016 | 2017 | 2018 | 2019 | 2020 | 2021 | 2022 |